# Rodulfus Tortarius
Rodulfus Tortarius (* um 1063 in Gien; † nach 1122), in unterschiedlichen Quellen auch Raoul Tortaire, Raoul of Tourtier, Raoul de La Tourte, Raoul le Tourtier, Radulphus Tortarius, Rudolphus Tortarius, Radulphus Flaviacensis genannt, war ein gebildeter Benediktinermönch und Dichter der Abtei Fleury-sur-Loire. Er ist zu unterscheiden vom Gouverneur Raoul Tourte, der um 945 in der Normandie lebte.

## Leben
Rodulfus Tortarius wurde gegen 1063 in Gien an der Loire, in der Diözese Auxerre, geboren. Über seine Familie ist lediglich bekannt, dass er fünf Brüder hatte, von denen zwei früh bei einer Fehde verstarben, zwei weitere später.
Rodulfus studierte Literatur- und Sprachwissenschaft, Grammatik und Logik, ehe er in den Konvent von Fleury eintrat und diesen durch sein Können bereicherte. Er betätigte sich dort als Historiker und Kirchenrechtler. Dass Rodulfus bei seinem Abt hohes Ansehen genoss, erkennt man an dem Umstand, dass er als Missionär in wichtigen Angelegenheiten herangezogen wurde.
Wie Rodulfus zu seinem rätselhaften Beinamen Tortarius kam, ist ungeklärt.
Rodolfus war mit Bischof Galon von Paris, 1104–1116, persönlich bekannt, wie man einem dem Bischof gewidmeten Gedicht über Boëmundus von Antiochien entnimmt.
Zwischen 1110 und 1115 unternahm er eine Reise in die Normandie, vor allem in die Städte Caen und Bayeux. Vermutlich beschritt er auch zu einem bestimmten Zeitpunkt in seinem Leben den Jakobspilgerweg nach Santiago de Compostela.
Die genauen Todesumstände und das Todesdatum Rodulfus' sind nicht bekannt. Zumindest weiß man, dass Rodulfus aus dem vollen Leben gerissen wurde und nicht vor 1122 verstarb.

## Werke
Zum literarischen Vermächtnis des Rodulfus Tortarius zählen neben seinem Briefcorpus auch eine Hymne, ein Wunderbuch und ein Martyrologium. Hier die Werke im Einzelnen:
- De memorabilibus (dichterische Bearbeitung der Memorabilien des Valerius Maximus)
- Epistelae XII (in Vers- und Reimform)
- Passio Beati Mauri (Leidensgeschichte des Heiligen Maurus)
- Hymnus in honore Beati Mauri (Hymne zu Ehren des heiligen Maurus)
- Miracula Sancti Benedicti (Wunderbuch des Heiligen Benedikt)

Bei vier weiteren Stücken ist die Urheberschaft zweifelhaft.
- Epitaph für Peter Abaelard
- Elogium Petri
- Elogium Cluniacum
- De ovo (Gedicht)

## Manuskripte
- Gedichte: MS Vat. Reginensis 1357, 12. Jhd.[10]
- Wunder des Heiligen Benedikt: Vat. Reg. 302 und Aurel. Bibl. 323.
- Passio und Hymne: MS Paris BN lat. 12606, MS Vat. Reg. 592.
- Passio und Wunderbuch in Auszügen: MS Orléans, BM 490.